# Upsilon1 Hydrae
Upsilon1 Hydrae (39 Hydrae) é uma estrela na direção da constelação de Hydra. Possui uma ascensão reta de 09h 51m 28.68s e uma declinação de −14° 50′ 47.6″. Sua magnitude aparente é igual a 4.11. Considerando sua distância de 273 anos-luz em relação à Terra, sua magnitude absoluta é igual a −0.51. Pertence à classe espectral G6/G8III. Possui uma anã marrom em sua órbita.